# Борохович, Михаил Андреевич
Михаил Андреевич Борохович (укр. Михайло Борохович, ? — 1704) — украинский государственный и военный деятель еврейского происхождения, гадяцкий полковник Войска Запорожского (1687—1704), наказной гетман во время Северной войны (1701).

## Биография
Сотник лютенский (1671), гадяцкий полковой обозный (1672—1687), полковник гадяцкий (1687—1704), посол в Москву (1696).
Участник похода Петра I под Азов в 1696, затем совместного российско-украинского похода (летом 1697) против татаро-турецких войск, пытавшихся захватить все низовье Днепра до Кодака. М. Борохович со своим гадяцким полком прикрывал тогда Кодакскую крепость, пристань и перевоз, которым угрожала опасность со стороны одного из летучих татарских отрядов.
Как писал историк Д. Яворницкий:
«Для предосторожности и из опасения нападения противника гетман Мазепа оставил у Кодака гадяцкого полковника Михаила Бороховича с полчанами, что не поместились на водных судах».
Во время русско-шведской войны по приказу Петра I гетман Мазепа сформировал из казаков корпус, в который вошли Гадячский полк украинского городового казачества и полк запорожцев, возглавил который полковник гадяцкий Михаил Борохович. При этом, Мазепа наделил его полномочиями наказного (походного) гетмана. Поскольку корпус по численности был небольшим и отдельной ударной силы не представлял, то действовал под общим командованием князя Репнина и был подчинен русским войскам, а затем соединился с войсками фельдмаршала Бориса Шереметева. Корпус принимал участие в боевых действиях под Ригой, Друей и другими городами, не участвуя в генеральных сражениях. Основной задачей его было прикрытие российских границ, от возможного вторжения шведов. Через некоторое время между русскими и запорожцами возникли значительные недоразумения. Запорожские казаки отказывались выполнять приказы русских генералов, не могли смириться с пренебрежительным отношением к себе российских офицеров. Хронисты отмечают несколько случаев вооруженных столкновений между запорожцами и русскими. Кроме того, запорожцы не стали терпеть голода, дожидаться, пока им выплатят задержанную оплату, а начали сами искать себе поживу, нападая на русские поселения. Все это закончилось тем, что командование вынуждено было отпустить запорожцев домой. Корпус Бороховича распался, а его остатки, вскоре были присоединены к корпусу наказного гетмана Д. Апостола и перешли под его командование.
По некоторым данным Михаил Борохович принимал позднее участие в Польском походе 1704 года, во время которого и погиб.
Был известен своей заботой о православных храмах — пожертвовал 100 золотых на Мгарский (Лубенский) Спасо-Преображенский монастырь. В 1686 году его иждивением в с. Лютенька была возведена трёхпрестольная каменная Свято-Успенская церковь, где он и был похоронен.
- Семейный герб
- История казацко-старшинского рода Борохович
- Малороссийский Гербовник В. К. Лукомский, Санкт-Петербург, 1914. Борохович
- Малороссийский родословник. Том 1 Модзалевский Вадим Львович Бороховичи